# Мохачка битка (1687)
Друга битка на Мохачу вођена је између снага османског султана Мехмеда IV, којима је командовао Сари Сулејман-паша, и снага свето-римског цара Леополда I, чијом је војском командовао Карло од Лорене. Резултат ове битке био је страховит пораз Османлија.

## Позадина битке
Велики турски рат започет је у јулу 1683. нападом Османлија на Беч. Опсада је сломљена битком код Беча 12. септембра 1683. Победиле су уједињене снаге Светог римског царства и Пољско- литванског комонвелта под вођством пољског краља Јана Собјеског. Од септембра 1683. иницијатива је пребачена на царске трупе. У наредним годинама царска војска под вођством Карла од Лорене потиснуће Османлије и одузети им многа утврђења. Након будимске битке, Османлије су почеле да опседају бивши глави град мађарске, Будим. Крајем 1686. Османлије су склопиле мир. Међутим, хабзбуршке трупе су тада схватиле да је тренутак да освоје читаву Мађарску, те су мировни преговори прекинути.
У априлу 1687. у Бечу, одлучено је каква ће се војна акција одиграти касније. Главна армија (око 40.000 војника) под командом војводе Карла од Лорене прешла је преко Дунава до Осијека реком Дравом, док се друга армија, предвођена Максом Емануелом од Баварије, кретала Тисом до Солнока, према Петроварадину. Средином јула две армије су се среле и марширале до Осијека.
Османска армија (око 60.000 људи), под вођством Сари Сулејман-паше, стајала је испред главног прелаза реке Драве (око 8 км дуг мост) у Осијеку како би га штитила и ту се и утврдила. Када је царска армија пристигла, Драва се поделила на две стране. Крајем јула хабзбуршка армија успела је да направи мостобран на обали и заузела борбени положај како би изазвала Османлије. Међутим, османска војска је остала пасивна и била задовољна артиљеријским бомбардовањем брана на Драви, као и мостова.
Како је војвода од Лорене схватио да не може да нападне османско утврђење, одлучио је да након неколико дана напусти мостобран. Овакав потез оштро је критикован од стране цара Леополда I и његових команданата. Велики везир османског царства је ово схватио као губитак морала хабзбуршких трупа, па је одлучио да их прати. У августу је османска армија, успешним маневрима, успела да сатера хабзбуршку војску до Мохача и османских утврђења. Такође, Османлије су саградиле утврђење у Дарди, али је оно веома вешто остало скривено међу густим жбуњем, те хабзбуршке трупе нису могле да је примете. Из тих разлога војвода од Лорене није приметио присуство османских трупа у близини.

## Битка
Дванаестог августа, ујутру, војвода од Лорене је одлучио да се премести у Шиклош јер му је таква позиција више одговарала за борбу. Западно крило хабзбуршке армије марширало је западно ка густим шумама. Сари Сулејман-паша схватио је да је то прилика коју је чекао. Наредио је напад његове читаве армије на лево крило Хабзбурга, које је под вођством Максимилијана II Емануела још увек држала првенствену позицију и по хабзбуршком плану борбе припремала да започне марш ка западу. Османска војска пресрела је царску војску на Нагихарсани брду, које је било веома стрмо и прекривено дрвећем. Османски гарнизон, састављен од 8.000 спахија, покушао је да опколи крило царске војске слева. Командант крила, принц-електор Баварије, одмах је послао курира војводи од Лорене, обавештавајући га да је крило угрожено. Наређења су дата и брзо послата, а позиције су одмах успостављене како би се издржао напад главних османских снага, које су бројале дупло више бранитеља. Царска пешадија држала је позиције, па је генерал Енеа Силвио Пиколомини са пуком коњице успео да изврши успешан контранапад на османску коњицу, спахије.
Велики везир био је изненађен неочекивано жестоким отпором непријатеља. Османска артиљерија наставила је да гађа хабзбуршке положаје, али су пешадија и коњица добиле наређења да држе своје положаје, као и да пешадија стане иза утврђења и штити их. Ово затишје у борби дало је довољно времена хабзбуршкој војсци да заузме првобитни положај. Војвода од Лорене помислио је да би његова војска требало да брани своје положаје и да би то довело до застоја. Међутим, да би добили иницијативу у бици, принц-електор од Баварије и маркгроф Луј од Бадена га наговарају на контранапад. Развијање плана хабзбуршке војске било је завршено у 3 часа ујутру. У исто време, Сари Сулејман-паша одлучио је да нападне заједно са Мустафа-пашом, командантом јаничара. Поново су спахије подржале фронтални напад јаничарске пешадије са циљем да опколе Хабзбурге. Луј од Бадена успешно је изджао напад са својим пешадијским ескадрилама, а онда је кренуо у противнапад на једно недовршено османско утврђење. У првом плану продорног напада на османска утврђења биле су трупе генерала Рабутина и Еугена Савојског. Османски коњаници нису успели да их опколе јер коњима није одговарао стрм терен, па су морали да сјашу са њих. Османски напад, а касније отпор, доживео је колапс, што је довело до повлачења Османлија главом без обзира. Ова битка била је права катастрофа за Османлије.
Током битке само лево крило хабзбуршке армије видело је акцију. Густа шума се налазила испред десног крила што је онемогућило његов напад. Упркос томе, покушала је маневром претицања да изазове премештање османских трупа и њихово повлачење, али су се њихове колоне изгубиле у шуми.
Губици царске армије били су лагани, око 600 људи. Османска армија претрпела је велике губитке, око 10.000 погинулих, као и губитак већинског дела њене артиљерије и друге опреме. Командни шатор великог везира и 160 османских застава пало је у руке Хабзбурговаца. Извештавало се да је вредност удела плена додељена баварском кнезу надмашила два милиона златних дуката.

## Последице битке
Након битке, османска империја упада у дубоку кризу. Било је побуна међу османским трупама. Командант Сари Сулејман- паша уплашио се да ће га убити сопствене трупе, па је прво побегао у Београд, а затим у Цариград. Када је вест о поразу и побуни стигла у Цариград, раног септембра 1687. Абаза Сијавуш- паша постао је нови командант и велики везир. Пре него што је успео да заузме команду, читава османска војска се распала и њихове домаће трупе ( спахије и јаничари) вратили су се у своје стожере под вођством официра нижег реда. Чак се и регент великог везира уплашио и сакрио, иако је био у Цариграду. Сари Сулејман-паша био је убијен. Султан Мехмед IV је за команданта Босфора именовао Копрулу Фазил Мустафа-пашу за регента великог везира у Цариграду. Консултовао се са лидерима османске армије и државним врхом. После овога, осмог новембра 1687. године, одлучено је да се са престола уклони Мехмед IV и доведе његов брат Сулејман II.
Распад османске војске омогућио је Хабзбуршкој монархији да освоји велике делове османске територије. Они су преузели Осијек, Петроварадин, Сремске Карловце, Пожегу, Илок, Валпово, Палоту и Јегру. Велики део Славоније и Трансилваније прешао је у руке Хабзбурговаца. Деветог децембра 1687. организовано је веће у Пресбургу ( данашња Братислава- Словачка) на коме је надвојвода Јосиф крунисан за првог наследног краља Мађарске, а потомци Хабзбурга су изабрани за наследнике мађарског престола. Годину дана османско царство било је парализовано што је омогућило Хабзбурзима да освоје Београд.